# Îlet Petit Vincent
L'Îlet Petit Vincent est un îlet inhabité de Martinique, un des îlets du Robert, appartenant administrativement à Le Robert. 

## Géographie
L'îlet, qui en raison d'une mangrove est aujourd'hui une presque-île, est un site protégé. La partie de l’îlet non occupé par la mangrove est constitué d’une coulée d’andésite.

## Histoire
Il est, comme les îlets Boisseau, Chancel, Ragot (La Grotte), Loup Garou, Madame, Petit-Piton et Petite Martinique, protégés par un arrêté de protection de biotope depuis 2002. Ils 
sont inscrits par l’arrêté ministériel du 28 juillet 2007.